# Windows 8.1
Windows 8.1 este un sistem de operare creat de Microsoft, care este de fapt un upgrade pentru Windows 8, o versiune de Windows NT. Prezentat inițial și lansat ca o versiune beta publică în iunie 2013, a fost lansat de fabricație pe 27 august 2013, și a ajuns la disponibilitatea generală pe 17 octombrie 2013, la aproape an de la lansarea cu amănuntul de predecesorul său. Windows 8.1 este disponibil gratuit pentru copii cu amănuntul de Windows 8 și utilizatorii de Windows RT, prin intermediul Windows Store. Spre deosebire de lede servicii cu privire la versiunile anterioare Windows, utilizatorii care au obținut W 8 în afara de copii cu amănuntul sau instalații pre-încărcate (de exemplu, de licențiere în volum), trebuie să obțină 8.1 prin new media de instalare de abonament sau întreprindere canalul respectiv. Sprijin pentru politica Microsoft a ciclului de viață tratează pentru Windows 8.1 similară cu pachete de servicii anterioare de Windows: Este parte din Windows 8 de sprijin durata ciclului de viață, iar instalarea 8.1 este necesar pentru a menține accesul la sprijinirea și actualizări Windows după 12 ianuarie 2016.
Lansat ca parte a unui schimb de Microsoft spre actualizări majore anuale periodice pentru platformele și serviciile, Windows 8.1 a fost destinat în primul rând pentru a aborda plângeri ale Windows 8 utilizatori și comentatorii pe lansare. Îmbunătățirile vizibile includ un ecran îmbunătățit Start, opinii suplimentare anticipate, aplicații suplimentare incluse, mai stricte OneDrive (fostă SkyDrive) integrare, Internet Explorer 11, un sistem de Bing-alimentat de căutare unificat, restaurarea unui buton vizibil Start pe bara de activități, precum și capacitatea de a restabili comportamentul anterior deschiderii desktop-ul utilizatorului privind conectare în loc de ecranul de pornire. Windows 8.1 a adaugat de asemenea suport pentru astfel de tehnologii emergente precum ecrane de înaltă rezoluție, de imprimare 3D, Wi-Fi Direct, și Miracast de streaming.
Windows 8.1 a primit recepții relativ pozitive, cu critici lăudând funcționalitatea extins disponibil la aplicații în comparație cu 8, integrarea OneDrive, împreună cu trucuri sale interfață utilizator și adăugarea de tutoriale extinse pentru operare interfata Windows 8. În ciuda acestor îmbunătățiri, 8,1 fost încă criticat pentru că nu abordarea toate digresiunile din 8 (cum ar fi un nivel slab de integrare între aplicații Metro-stil și interfața desktop), precum și implicațiile potențiale de confidențialitate ale 8.1 de utilizare a extins de servicii on-line .

## Distribuția
Microsoft a distribuit Windows 8.1 ca un „update” pentru Windows 8, evitând termenul „upgrade”
Copii Retail și OEM de Windows 8, Windows 8 Pro și Windows RT pot fi upgradat prin Windows Store gratuit. Cu toate acestea, clienții de licență de volum, TechNet sau MSDN abonați și utilizatori de Windows 8 Enterprise trebuie să dobândească mass-media de instalare standalone pentru 8.1 și instala prin procesul tradițional de configurare pentru Windows, fie ca un upgrade pe loc sau instalare curată. Acest lucru necesită o cheie de 8,1 specific produs.

### Windows 8.1 cu Bing
La 23 mai 2014, Microsoft a anunțat ca va începe să ofere o versiune ușor modificată de Windows 8.1 intitulat Windows 8.1 cu Bing la producătorii de calculatoare OEM pentru utilizarea în anumite calculatoare economiei. Această ediție este similară cu un singur limbaj pentru Windows 8.1 miez Ediția cu Update 1 instalat disponibil preț la redus semnificativ sau fără redevențe pentru OEM.] În schimb, OEM sunt special interzis de la schimbarea motorul de căutare implicit, care este Bing. Utilizatorii finali nu sunt restricționate de la instalarea alte motoare de căutare sau browsere. Prețul acestei ediții este un secret comercial nu trebuie divulgate, dar este, probabil, aproape de zero.

## Caracteristici noi și modificate
Multe dintre schimbările pe Windows 8.1, în special pentru interfața utilizatorului, au fost făcute ca reacție la criticile pentru versiunile precedente și alte critici după lansarea Windows 8.

### Interfață utilizator și desktop
Ecranul de pornire primit o serie de îmbunătățiri la 8.1, inclusiv o extinsă vedere „Toate Apps”, cu moduri de sortare (accesat făcând clic pe un nou apăsat butonul săgeată în sus sau trecerea), dimensiuni mici și foarte mari pentru plăci, dale și colorate pentru comenzi rapide de program desktop . Opțiuni suplimentare de personalizare au fost adăugate, cum ar fi opțiunile extinse de culoare, fundaluri noi (unele dintre care încorporează elemente animate), precum și capacitatea de a ecranul de pornire pentru a utiliza fundal pentru desktop în loc. Cererile nu mai sunt adăugate la ecranul de pornire automat atunci când este instalat, iar toate aplicațiile acum colorată gresie (programe desktop au fost prezentate anterior într-o singură culoare). Sistemul app rupă asemenea, a fost extinsă; până la 4 aplicații pot fi rupt pe un singur ecran, în funcție de dimensiunea ecranului, aplicațiile pot fi rupt pentru a umple jumătate din ecran, și poate fi folosit pe orice ecran într-o configurație multi-monitor. Apps pot lansa și alte aplicații într-o vizualizare ruptă pentru a afișa conținut; de exemplu, aplicația Mail poate deschide un atașament fotografie într-un vizualizator de imagini rupt la un alt jumătate a ecranului. Suport îmbunătățit este, de asemenea, asigurată de aplicații pentru utilizarea dispozitivelor într-un portret (pe verticală). Ecranul de blocare oferă posibilitatea de a utiliza un slideshow fotografie pe fundal sale, precum și o comandă rapidă pentru aplicația Camera glisând în sus. Tastatura de pe ecran are un mecanism de completare automată îmbunătățită care afiseaza mai multe traduceri sugerate, și permite utilizatorilor să selecteze de la ei de alunecare pe bara de spațiu. Dicționarul automată este, de asemenea, actualizate în mod automat, folosind date de la Bing, permițându-i să recunoască și să sugereze cuvinte referitoare la tendințele și evenimentele actuale. În mod similar cu Windows Phone, anumite aplicații afișa acum un bar îngust cu trei puncte pe el pentru a indică prezența unui meniu pop-up accesibil prin trecerea clic pe punctele sau dreapta-click.
Pentru a îmbunătăți gradul de utilizare a interfeței desktop, un buton vizibil Start a fost restaurat la bara de activități pentru deschiderea ecranul de pornire, iar Linkuri meniul Rapid (accesat făcând clic dreapta pe butonul Start sau apăsând ⊞ Win + X) conține acum închidere și semn Opțiuni de -out privat. Utilizatorii pot modifica, de asemenea, anumite comportamente de interfață cu utilizatorul, cum ar fi dezactivarea colțurile calde superioare pentru utilizarea farmecul și lista recente aplicații, merg la desktop în loc de ecranul de Start la pornire sau după închiderea tuturor aplicațiilor pe un ecran, deschiderea automat "All Apps "vedere de pe ecranul de pornire atunci când este deschis, și prioritizarea programelor desktop pe" Categorie "modul de sortare pe" Toate Apps ". Pentru a ajuta utilizatorii în procesul de învățare interfața cu utilizatorul Windows 8, un tutorial interactiv este de asemenea oferit, împreună cu un nou ajutor + Sfaturi aplicație pentru informații suplimentare. În schimb, Windows RT 8.1 minimizează interfata desktop mai departe de nu sunt afișate tigla Desktop pe implicit de ecran Start la toate (cu toate acestea, ea poate fi totuși adăugate manual la ecranul de Start).
Alte modificări de comportament interfață se fac pe aprilie 2014 „Windows 8.1 Update”, care sunt orientate spre mediile non-touch (cum ar fi PC-uri desktop și laptop), care utilizează o tastatură și mouse-ul, și de a îmbunătăți integrarea între Windows Store aplicații și desktop. Când un mouse-ul este în uz, Desktop este prezentată la pornire în mod implicit, ecranul de pornire juca meniuri contextuale în loc de o bară de instrumente în partea de jos a ecranului pentru plăci manipularea, un bar titlu autohiding cu minimizarea și butoane strânse este afișat în aplicații la în partea de sus a ecranului, bara de activități poate afișa și aplicații pini, alături de programe de desktop și fi accesate din cadrul aplicații, precum și butoanele de căutare și de alimentare vizibile sunt adăugate la ecranul de pornire.Actualizarea schimbă, de asemenea, programele de jucator vizualizare imagine implicită și mass-media pentru dispozitivele non-touch; Windows Media Player și Windows Photo Viewer sunt utilizate în mod implicit în locul Video Xbox si Fotografii aplicații.

### Aplicații
Suita de aplicații pre-încărcate pachet cu Windows 8 au fost modificate în 8.1; PC Settings a fost extins pentru a include opțiuni care au fost exclusiv anterior Panoul de control desktop, Windows Store a fost la curent cu o interfață îmbunătățită pentru aplicații de navigare și actualizări automate, aplicația Mail include o interfață actualizată și caracteristici suplimentare, aplicația Camera integreaza Photosynth pentru crearea panorame, și instrumente suplimentare de editare au fost adăugate la aplicația Fotografii (în timp ce integrarea cu Flickr și Facebook s-a îndepărtat complet). Un număr de aplicații stoc suplimentare au fost adăugate, inclusiv Calculator, mâncare și băutură, Sănătate și Fitness, Sound Recorder, Reading List (care poate fi folosit pentru a colecta și conținutul de sincronizare de aplicații prin OneDrive), scanare, precum și Asistență + Sfaturi. Pentru utilizatorii de Windows RT, 8.1 adaugă, de asemenea o versiune de Microsoft Outlook pentru a inclus Oficiul 2013 RT suita. Cu toate acestea, ea nu are suport pentru protecția pierderea de date, Group Policy, integrare Lync, sau crearea de e-mailuri cu gestionarea drepturilor de informare. Windows Store este activată implicit din Windows To Go medii.

### Funcționalitatea Hardware
Windows 8.1 adauga suport pentru imprimare 3D, împerechere cu imprimantele care folosesc etichete NFC, Wi-Fi Direct, Miracast mass-media de streaming, tethering, și NVMe. Ca răspuns la densitatea pixelilor în creștere în display-uri, Windows 8.1 pot scala elemente de text și GUI până la 200% (în timp ce Windows 8 sprijinit doar 150%) și a stabilit scalare setările independent pe fiecare ecran în configurații multi-monitor.

## Recepție

### Recepție critică
Windows 8.1 a primit recenzii mai bune decât Windows 8. Tom Warren a acostament considerat în continuare ca platforma să fie un „work in progress” datorită numărului de aplicații disponibile, nivelul afectată de capabilități care aplicații au în comparație cu programele de desktop, și pentru că el a simțit că mouse-ul și tastatura navigare era încă „ciudat”. Cu toate acestea, el touted multe dintre schimbările majore pe 8.1, cum ar fi funcționalitatea rupă extins, a crescut Start ecran de personalizare, SkyDrive și integrare Bing, îmbunătățiri aplicații comerciale, precum și în special a considerat aplicația E-mail pentru a fi „ani-lumină înainte” ale originalului versiunea de la 8. El a concluzionat că „Microsoft a realizat o mulțime termen de 12 luni, chiar dacă o mulțime de completări simt ca ei ar fi fost acolo de la început cu Windows 8”.
Joel Hruska de ExtremeTech criticat probleme de integrare permanente dintre Desktop și aplicații pe 8.1, subliniind exemple, cum ar fi aplicația Fotografii, care „refuză în continuare să recunoască faptul că utilizatorii ar putea avea directoare foto anterioare”, și că aplicația Mail "încă nu se poate vorbesc cu desktop-, dacă încercați să trimiteți un e-mail de pe desktop fără un alt client de mail instalat, Windows va spune nu e nici client de mail capabil să efectueze această acțiune. "Cu toate acestea, el a lăudat îmbunătățirile la alte aplicații, cum ar fi Oameni și Știri (arătând îmbunătățiri UI, iar aplicația Știri, folosind link-uri corespunzătoare atunci când schimbul de povestiri, mai degrabă decât link-uri non-standard, care pot fi recunoscute numai de către aplicația). Deși lauda sistemul rupă mai flexibil, el încă a subliniat defectele, cum ar fi incapacitatea de a menține configurații anticipate în anumite situații. Funcția de căutare 8.1 a fost întâlnit cu recenzii mixte; în timp ce observând integrarea Bing si design actualizat, sistemul a fost strecurat de a lăsa arbitrar din dispozitivele de stocare secundare din modul „Totul”.
Peter Bright de la Ars Technica a lăudat multe dintre îmbunătățirile 8.1, cum ar fi mai interfața sa „complet” atingere, conținutul tutorial „rezonabil”, noile instrumente de completare automată pe tastatura de pe ecran, imbunatatiri software, precum și integrarea SkyDrive adâncMicrosoft ime. Cu toate acestea, el a simțit că tranziția între desktop și aplicații „încă tinde să se simtă un pic incoerent și deconectate” (chiar dacă opțiunea de a utiliza wallpaper pe ecranul de pornire a făcut-o simt mai integrate cu interfata desktop, mai degrabă decât diferit) și că restaurarea a butonului Start făcut cele două interfețe simt chiar mai inconsistentă din cauza modului diferit funcționează între desktop și aplicații.
Anumite aspecte ale 8.1 au fost de asemenea, cauza de îngrijorare datorită implicațiilor lor de confidențialitate. În revizuirea sa de 8,1, Joel Hruska a menționat că Microsoft a făcut în mod deliberat mai greu pentru ca utilizatorii să creeze un cont „local”, care nu este legată de un cont Microsoft pentru sincronizarea, deoarece „[face] clar că societatea într-adevăr, într-adevăr, vrea să împărtășesc tot ceea ce faci cu ea, și că nu e ceva un număr tot mai mare de persoane și întreprinderi sunt confortabile fac”. Woody Leonhard de la InfoWorld a menționat că, în mod implicit pentru Windows 8.1 a lui" "sistem inteligent de căutare reuseste interogări de căutare și alte informații la Microsoft, care ar putea fi utilizate pentru publicitate direcționate. Leonhard considerat ca aceasta sa fie ironic, având în vedere că Microsoft a criticat utilizarea de către Google a tactici similare cu "Scroogled" campania de publicitate.

### Cota de piață
Pe informațiile adunate de Net Applications, rata adoptarea, în iunie 2014 rata de utilizare de Windows 8.1 a fost de 6,61%, în timp ce pentru Windows 8 original a fost de 5,93%.